# Andromeda (musikgrupp)
För andra betydelser, se Andromeda.
Andromeda är en svensk musikgrupp bildad 1999 som spelar progressiv hårdrock. De är anslutna till skivbolagen Massacre Records, Replica Records, Avalon/Marquee och Nightmare Records. Deras musikstil lägger tonvikt på stora, mäktiga keyboards och utmärkt trummande. Gruppen är också välkänd för David Frembergs mjuka röst och lysande sånginsats.
Fram till och med 2008 hade Andromeda spelat in fem studioalbum och en live-DVD. Det finns två versioner av deras första album Extension of the Wish. Originalinspelningen är gjord med deras första sångare Lawrence Mackrory. Den andra inspelningen innehåller originalinspelningar av instrumenten men med David Fremberg som sångare. Albumet The Immunity Zone släpptes i slutet av 2008. 2011 gav bandet ut sin senaste platta Manifest Tyranny.  

## Medlemmar
Nuvarande medlemmar
- Johan Reinholdz – gitarr (1999– )
- Thomas Lejon – trummor (1999– )
- Martin Hedin – keyboard (1999– )
- David Fremberg – sång (2000– )
- Linus "Mr. Gul" Abrahamson – basgitarr (2011– )

Tidigare medlemmar
- Lawrence Mackrory – sång (1999–2000)
- Gert Daun – basgitarr (1999–2001)
- Jakob Tanentsapf – basgitarr (2001–2003)
- Fabian Gustavsson – basgitarr (2003–2011)

Turnerande medlemmar
- Robert Engstrand – keyboard (2006)

## Diskografi
Studioalbum
- Extension of the Wish (2001, Century Media)
- II=I (Two is One) (2003, Century Media)
- Extension of the Wish - Final Extension (2004)
- Chimera (2006, Massacre Records)
- The Immunity Zone (September 16, 2008, Nightmare Records)
- Manifest Tyranny (2011, Inner Wound Recordings)

Livealbum
- Playing Off The Board (2009)

EP
- Crash Course (2013)

Video
- Playing Off The Board (DVD) (2007)
- Live in Vietnam (DVD) (2016)